# Comuna de Międzyrzec Podlaski
Międzyrzec Podlaski (polaco: Gmina Międzyrzec Podlaski) é uma gminy (comuna) na Polónia, na voivodia de Lublin e no condado de Bialski. A sede do condado é a cidade de Międzyrzec Podlaski.
De acordo com os censos de 2004, a comuna tem 10 366 habitantes, com uma densidade 39,6 hab/km².

## Área
Estende-se por uma área de 261,58 km².

## Demografia
Dados de 30 de Junho 2004:
|                      | Total   | Total | Mulheres | Mulheres | Homens  | Homens |
| -------------------- | ------- | ----- | -------- | -------- | ------- | ------ |
|                      | pessoas | %     | pessoas  | %        | pessoas | %      |
| População            | 10 366  | 100   | 5193     | 50,1     | 5173    | 49,9   |
| Densidade (pop./km²) | 39,6    | 100   | 19,9     | 19,9     | 19,8    | 19,8   |

De acordo com dados de 2002, o rendimento médio per capita ascendia a 1242,16 zł.

## Comunas vizinhas
Biała Podlaska, Drelów, Huszlew, Kąkolewnica Wschodnia, Międzyrzec Podlaski, Olszanka, Trzebieszów, Zbuczyn